# Alicia Calderón Tazón
Alicia Calderón Tazón (Cantabria) es una física e investigadora española, especializada en física de partículas que formó parte del equipo de la Organización Europea para la Investigación Nuclear (CERN) que descubrió el bosón de Higgs,es una pieza clave en el Modelo Estándar de la Física de Partículas, que explica con precisión cómo es la estructura fundamental de la materia y qué fenómenos tuvieron lugar en los primeros instantes del universo descubrimiento, por el que Peter Higgs fue reconocido con un premio Nobel de física.

## Formación
Obtuvo la licenciatura y el doctorado en Ciencias Físicas por la Universidad de Cantabria. Realizó su tesis doctoral en el sistema de alineamiento de las cámaras de muones del detector CMS dentro del Instituto de Física de Cantabria (IFCA), Centro Mixto del Consejo Superior de Investigaciones Científicas (CSIC) y la Universidad de Cantabria (UC), Cantabria, España. Entre 2001 y 2007 fue investigadora postdoctoral en el IFCA y de 2007 a 2009 en Italia en el Instituto Nacional de Física Nuclear de la Universidad de Padua.

## Trayectoria profesional
Es especialista en el análisis de los datos recogidos por el Experimento CMS (también denominado detector de partículas CMS o Compact Muon Solenoid), herramienta de oro del Gran colisionador de hadrones (también llamados acelerador LHC o Large Hadron Collider) del CERN.
En noviembre de 2014 fue responsable junto a otros investigadores del IFCA y del experimento CMS, del desarrollo e implementación de la política de publicación de datos de CMS en abierto impulsada por Teresa Rodrigo Anoro, investigadora del IFCA y presidenta del consejo de la colaboración CMS. La contribución española a la iniciativa de Open Data del CERN se ha considerado muy relevante dentro del proyecto de publicación de los resultados de los experimentos del Gran Colisionador de Hadrones a través de un portal de datos abiertos (open data) con los datos de las colisiones reales producidos por los experimentos del LHC, a disposición para la comunidad científica y proyectos educativos. Kati Lassila-Perini confirma que esta colaboración CMS ha sido el primer experimento en Física de Altas Energías en hacer públicos sus datos.
En 2015, Calderón empezó a ser conocida por su trabajo y es habitualmente requerida como ponente. En diciembre de ese año, por ejemplo, participó en la mesa redonda 'Mujeres científicas. Mujeres en la Ciencia', en el marco de la exposición "Mujer y Ciencia. 13 nombres para cambiar el mundo" organizada por Biblioteca Central de Cantabria en Santander con colaboración de la Universidad de Cantabria y del Gobierno Regional de Cantabria, creada por la Cátedra Tomás Pascual Sanz-CENIEH, en colaboración con la Fundación Española para la Ciencia y la Tecnología (FECYT). También se convirtió en docente de la Universidad de Cantabria. 
Es una gran defensora de la divulgación científica en la sociedad, para provocar curiosidad, para ampliar el conocimiento general y para explicar la importancia de la ciencia y de la educación para el futuro y el desarrollo de la sociedad a través de industrias competitivas y un aceptable nivel tecnológico que merecen una inversión en ciencia y tecnología.

## Reconocimientos
En 2006 logró el primer premio en el III Concurso de Empresas de Base Tecnológica. En 2020 le fue concedida por el Ministerio de Defensa la distinción de reservista de honor de las Fuerzas Armadas por su contribución y aportación a la ciencia.